# Edit Kovács
Edit Kovács, född den 9 juni 1954 i Veszprém, Ungern, är en ungersk fäktare som bland annat tog OS-brons i damernas lagtävling i florett i samband med de olympiska fäktningstävlingarna 1988 i Seoul.